# Matu (district)
Matu is een district in de Maleisische deelstaat Sarawak.
Het district telt 17.500 inwoners.